# مسجد العوام
مسجد العوام أو مسجد سيدي العوام أحد أشهر مساجد مرسى مطروح، وكان قبر شخص سماه أهل مطروح «العوام»، تقع على ما يسمى الآن «شاطئ العوام»، ظنا منهم أنه صاحب كرامات بعد أن عثروا عليه طافيا فوق مياه البحر هناك لم يأكل جسده السمك ولم تتغير ملامحه وهو ميت، وذلك في عهد فؤاد الأول، بعدها قام فؤاد المهداوى مدير الصحراء الغربية ببناء ضريح ومقام بمسجد للعوام، ونقل جثمانه فيه ودفن للمرة الثانية وقيل السبب إن العوام أتى للمهداوى في المنام وطلب منه ذلك. وسنة 1969 بني الجامع على شكلة وموقعه الحالى في عهد الرئيس جمال عبد الناصر، ونقل الجثمان للمرة الثالثة والأخيرة.

## المعمار
قامت شركة النصر العامة للمقاولات حسن محمد علام بتشييده وهو ذو قبة ضخمة ومئذنتان شاهقتان، وسقفه مطعم بنقوش إسلامية للعصر الفاطمي بارتفاع عشرة أمتار، ومئذنتين بارتفاع 15 متر.

## الزوار
- حافظ الأسد
- جعفر النميري
- عايدى أمين
- معمر القذافي
- جمال عبد الناصر
- محمد أنور السادات

## معرض الصور

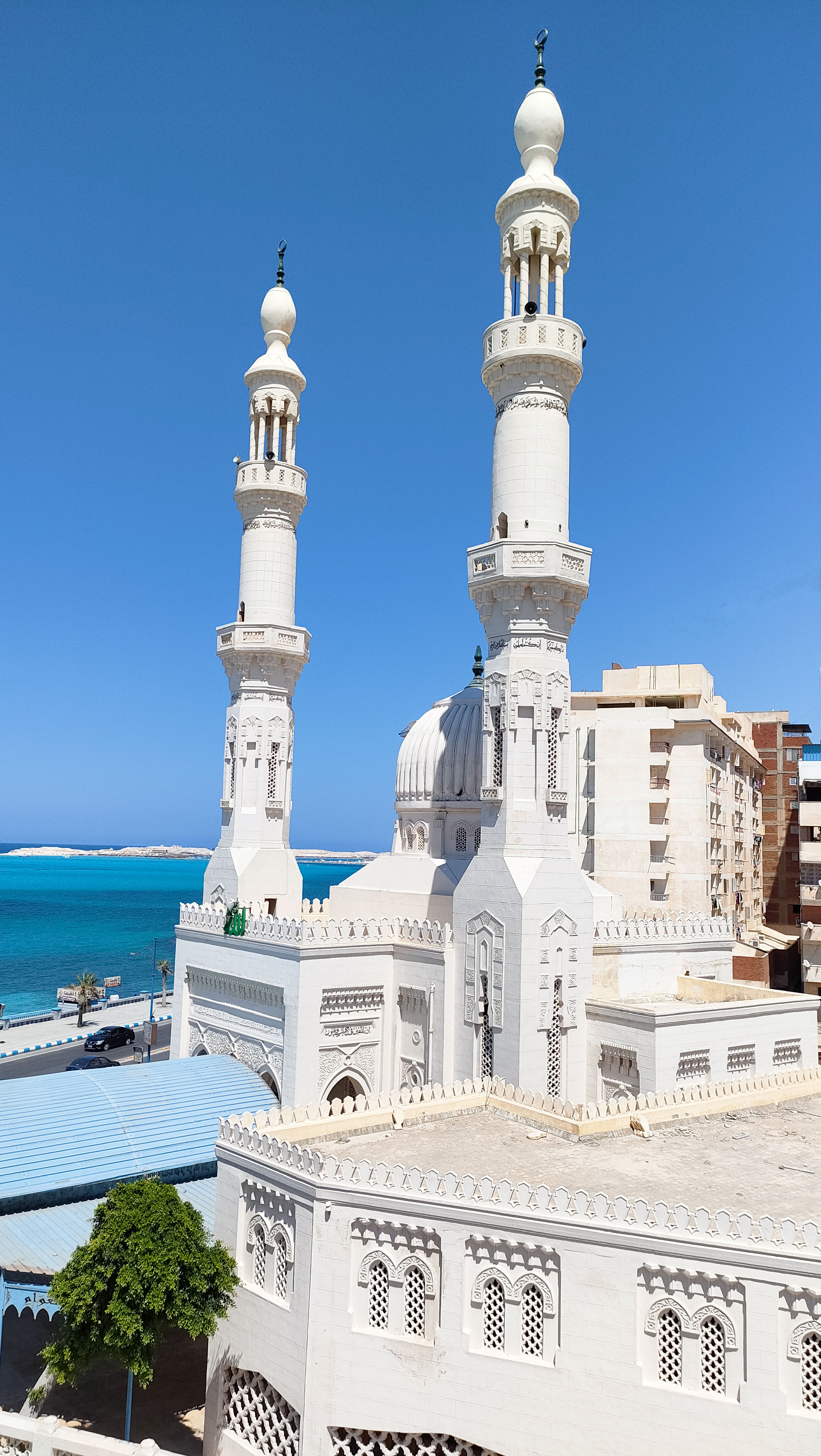
المسجد من الخارج.
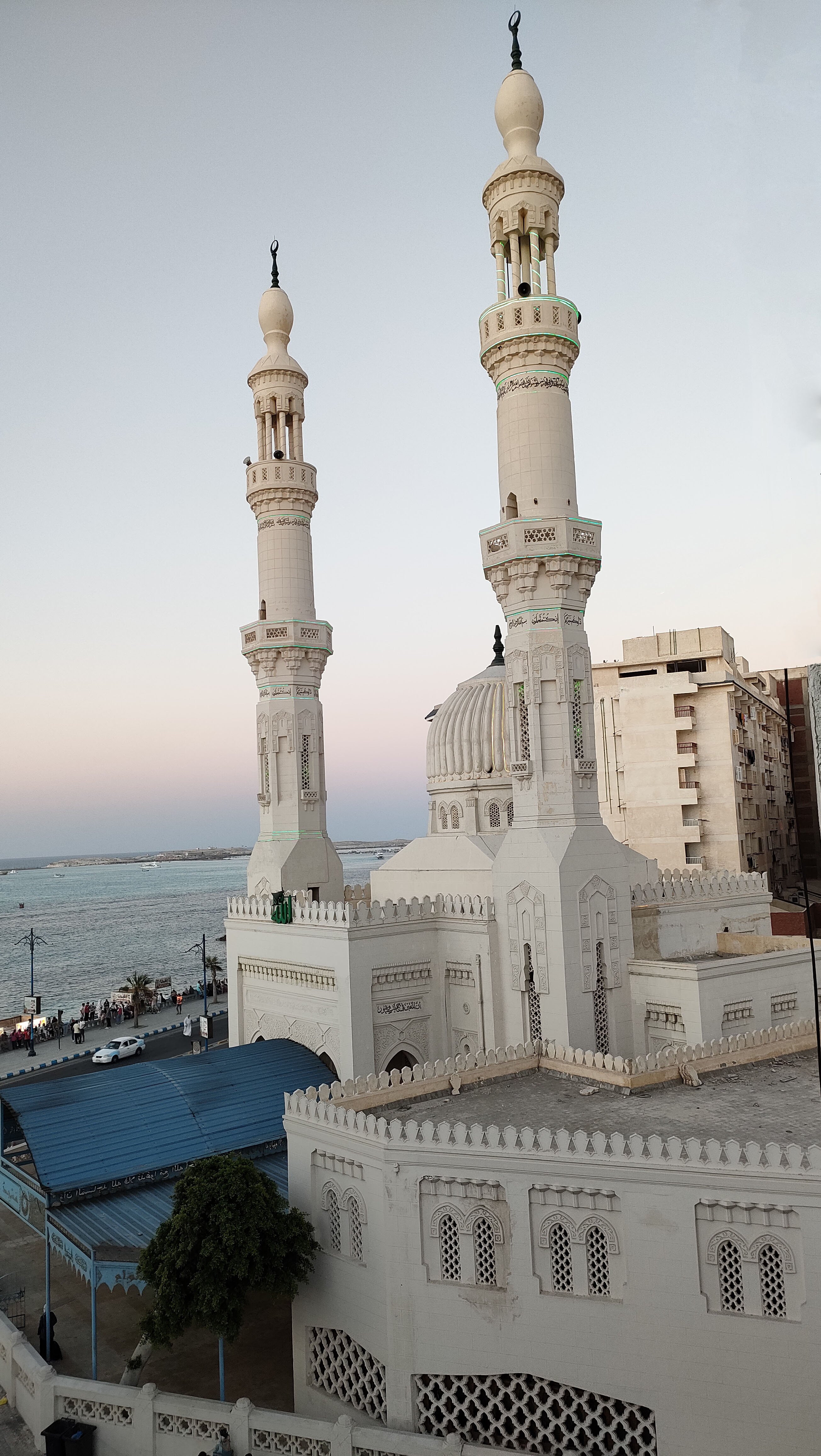
المسجد من الخارج.
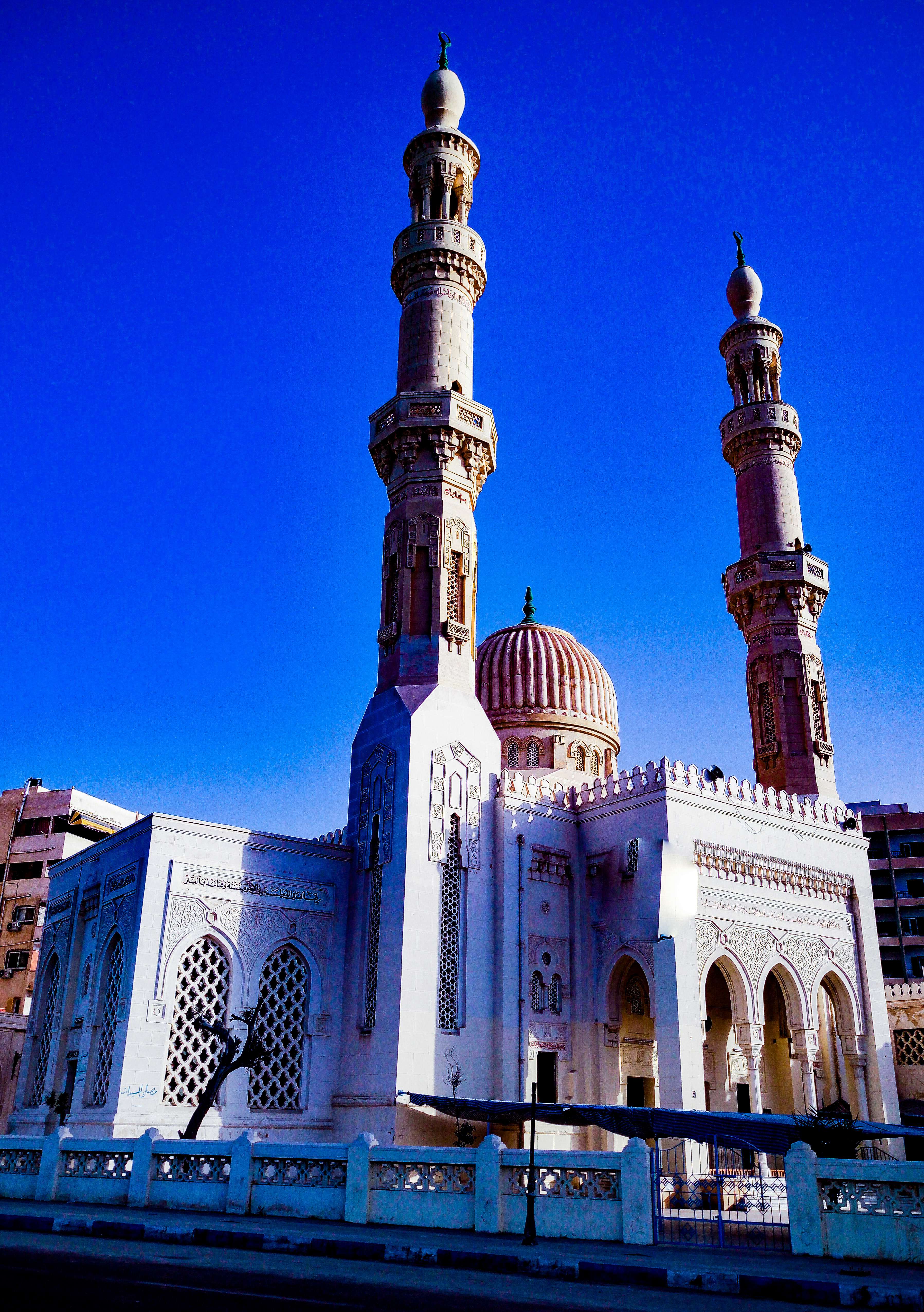
المسجد من الخارج.
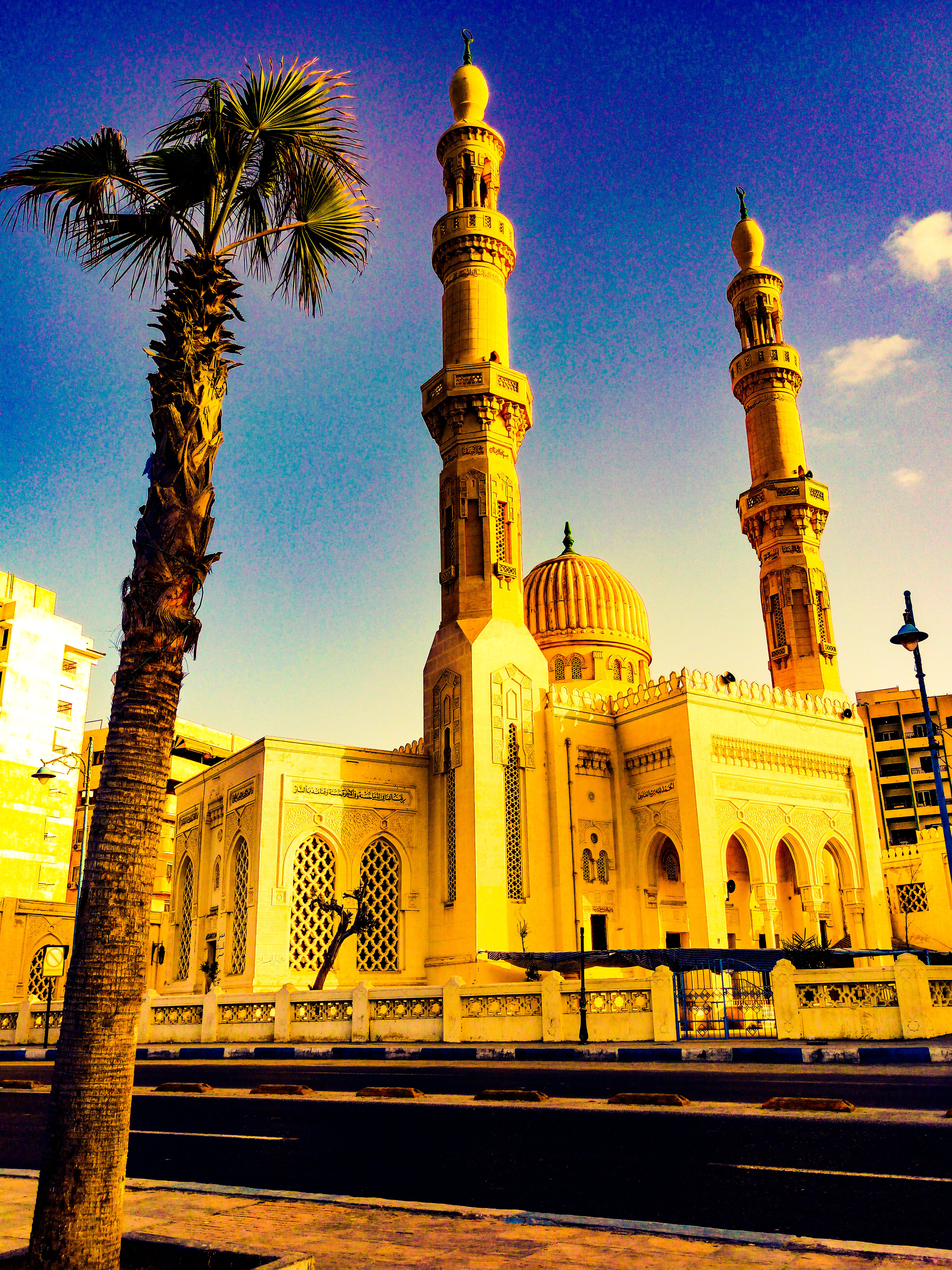
المسجد من الخارج.
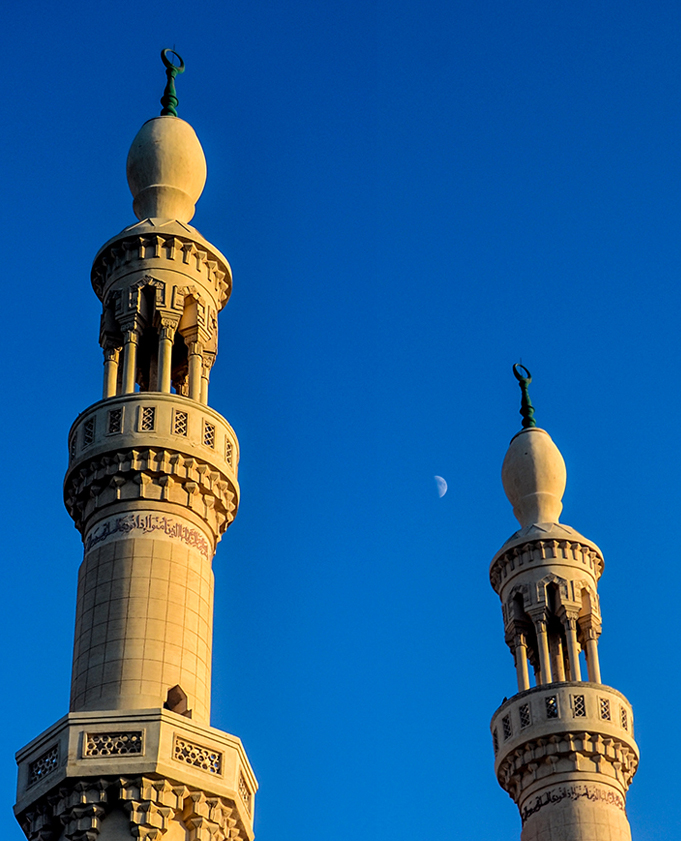
مئذنتي المسجد
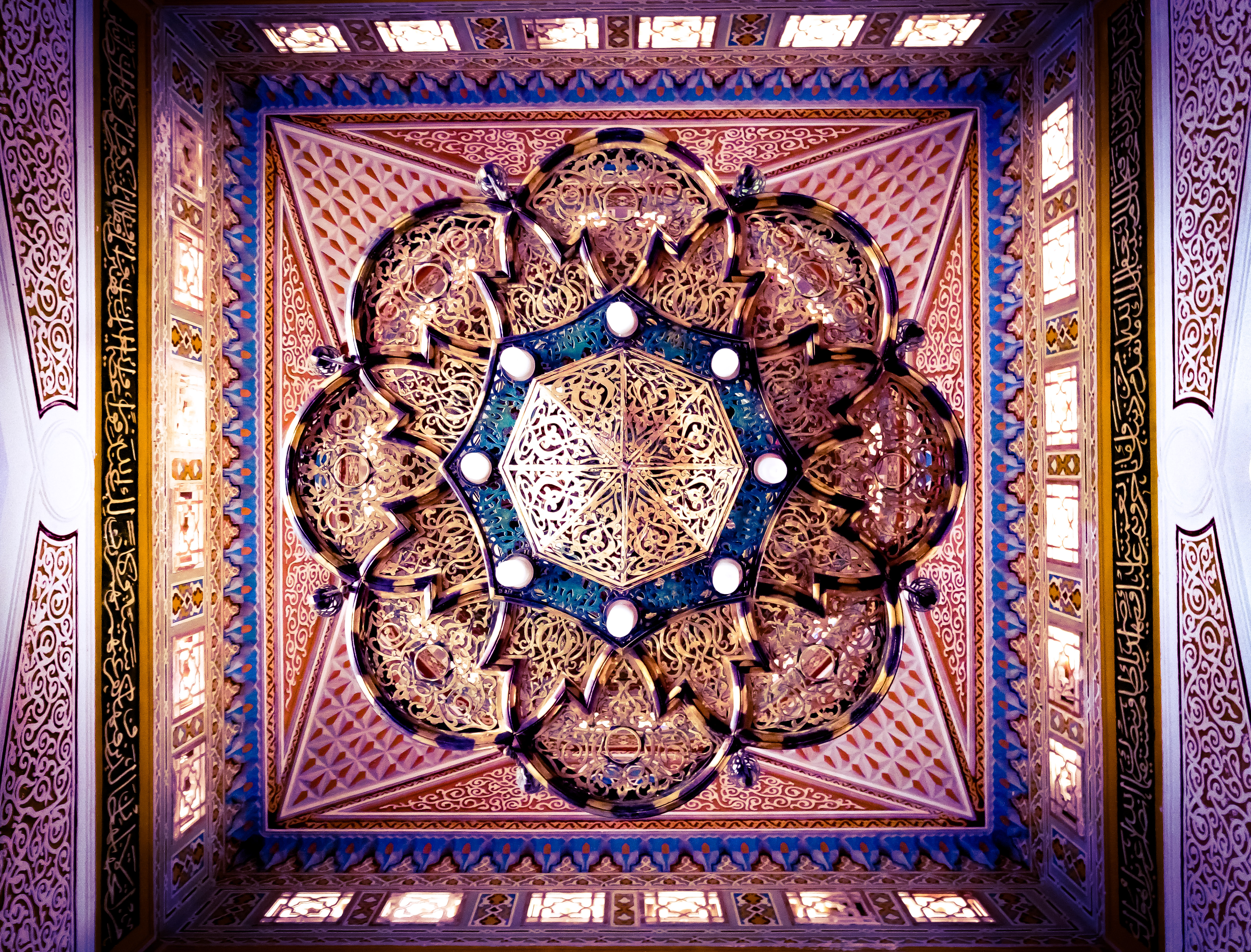
قبة المسجد من الداخل.